# Богдан Хмельницький (марш)
Богдан Хмельницький — популярний радянський та український військовий марш.

## Історія
Твір було написано до 1917 року, попри те що окремі джерела приписують авторство Людомиру Петкевичу, документально підтверджено лише те що він, перебуваючи на посаді капельмейстера Фанагорійського гренадерського полку, записав ноти маршу. В будь-якому разі саме завдяки йому композиція дійшла до нашого часу.
Популярності «Богдан Хмельницький» набув після виконання маршу на першому параді військ РСЧА що відбувся на Ходинському полі 1 травня 1918 року. Петкевич на той час очолював перший офіційний Зразково-показовий військовий оркестр РРФСР. Як згадується в радянських мемуарних творах марш вельми вподобав особисто Ленін. Наразі важко судити чи дійсно «БХ» був його улюбленим маршем, та зважаючи на те, що інші з виконаних на параді — «Суворовський марш», «Прощання слов'янки», «Марш Преображенського полку» тощо — асоціювалися з РІА й були вельми поширені в імператорській Росії, широка розповсюдженість цієї композиції за нового порядку вельми закономірна.
Згодом музичну обробку для інструментального оркестру здійснював також Яків Орлов. Наприкінці XX — поч. XXI століття твір був одним з найпопулярніших традиційних маршів ЗСУ.